# Альціон маркізький
Альціо́н маркізький (Todiramphus godeffroyi) — вид сиворакшоподібних птахів родини рибалочкових (Alcedinidae). Ендемік Французькій Полінезії.

## Опис
Довжина птаха становить 22 см. Голова, нижня частина тіла і верхня частина спини білі, на верхній частині спини охриста, трикутної форми пляма. На обличчі вузька блакитна "маска", що переходить у вузьку смугу на потиоиці. Нижня частина спини, надхвістя, крила і хвіст синьо-зелені.

## Поширення і екологія
Маркізькі альціони мешкають на Маркізьких островах у Французькій Полінезії. Вони живуть в густих тропічних лісах, поблизу річок і струмків, а також на кокосових плантаціях. Живляться комахами і дрібними ящірками. Гніздяться в дуплах.

## Збереження
МСОП класифікує цей вид як такий, що перебуває на межі зникнення. За оцінками дослідників, популяція маркізьких альціонів становить приблизно 500 птахів. Їм загрожує знищення природного середовища, хижацтво з боку інтродукованих щурів, кішок і віргінських пугачів, конкуренція з інтродукованими індійськими майнами. На острові Хіва-Оа маркізькі альціони вимерли, востаннє вони спостерігалися там у 1997 році.